# Gynopygoplax inclusa
Gynopygoplax inclusa är en insektsart som beskrevs av Victor Lallemand 1922. Gynopygoplax inclusa ingår i släktet Gynopygoplax och familjen spottstritar. Inga underarter finns listade i Catalogue of Life.